# Gabriel Boding
Gabriel Boding, född 27 februari 1714 i Stockholm, död 19 maj 1790 i Stenkvista socken, Södermanland, var en svensk kartograf och kopparstickare.
Boding var student vid Uppsala universitet 1733 och lantmätare i Stockholms län 1747-1785. Bland hans etsningar märks bataljstycken i J Barely Argenius och en karta över Drottningholm med utsikt av slottet. Vid sidan av arbetet som kartograf översatte han dramer bland annat av Corneille och Molière. Boding är representerad vid Nationalmuseum.

## Bodings karta över Muskö
År 1773 fick Gabriel Boding av handelsmannen och godsägaren Adolf Ludvig Levin i uppdrag att upprätta en Charta öfver hela Muskön med ther på belägne Arbottna sätesgård. Levin var då ägare till större delen av Muskö. 

"Charta" över hela Muskö från 1773. Kartan är högupplöst, filstorlek: 20,95 Mbyte.